# نيكول بوشهري
نيكول بوشهري ممثلة كندية من أصول إيرانية، قدّمت أول فيلم ظرف في عام 2011 والذي حصل على جائزة مهرجان صاندانس السينمائي، وكان في بين من أفضل 50 فيلم لعام 2011 من قبل مجلة بيست. فاز الفيلم بجائزة أودينس فافوريت، وأفضل مخرج وأفضل ممثلة في مهرجان نور الإيراني لعام 2011.
كما تعتبر مشاركتها في مسلسل النوع الجريئ أحد أسباب بروزها على الصعيد العالمي.

## نشأتها
ولدت نيكول في باكستان لأبوين إيرانيين بينما كان والداها يفرون من إيران وانتقلوا إلى كندا عندما كان عمرها شهرين.

## روابط خارجية
- نيكول بوشهري على موقع IMDb (الإنجليزية)
- نيكول بوشهري على موقع قاعدة بيانات الأفلام العربية
- نيكول بوشهري على موقع ألو سيني (الفرنسية)
- نيكول بوشهري على موقع أول موفي (الإنجليزية)
- نيكول بوشهري على موقع قاعدة بيانات الأفلام السويدية (السويدية)
- نيكول بوشهري على موقع قاعدة بيانات الفيلم (الإنجليزية)
- نيكول بوشهري على موقع كينوبويسك (الروسية)
- مقابلة مع نيكول بوشهري